# Historia del uniforme del Club Deportivo Magallanes

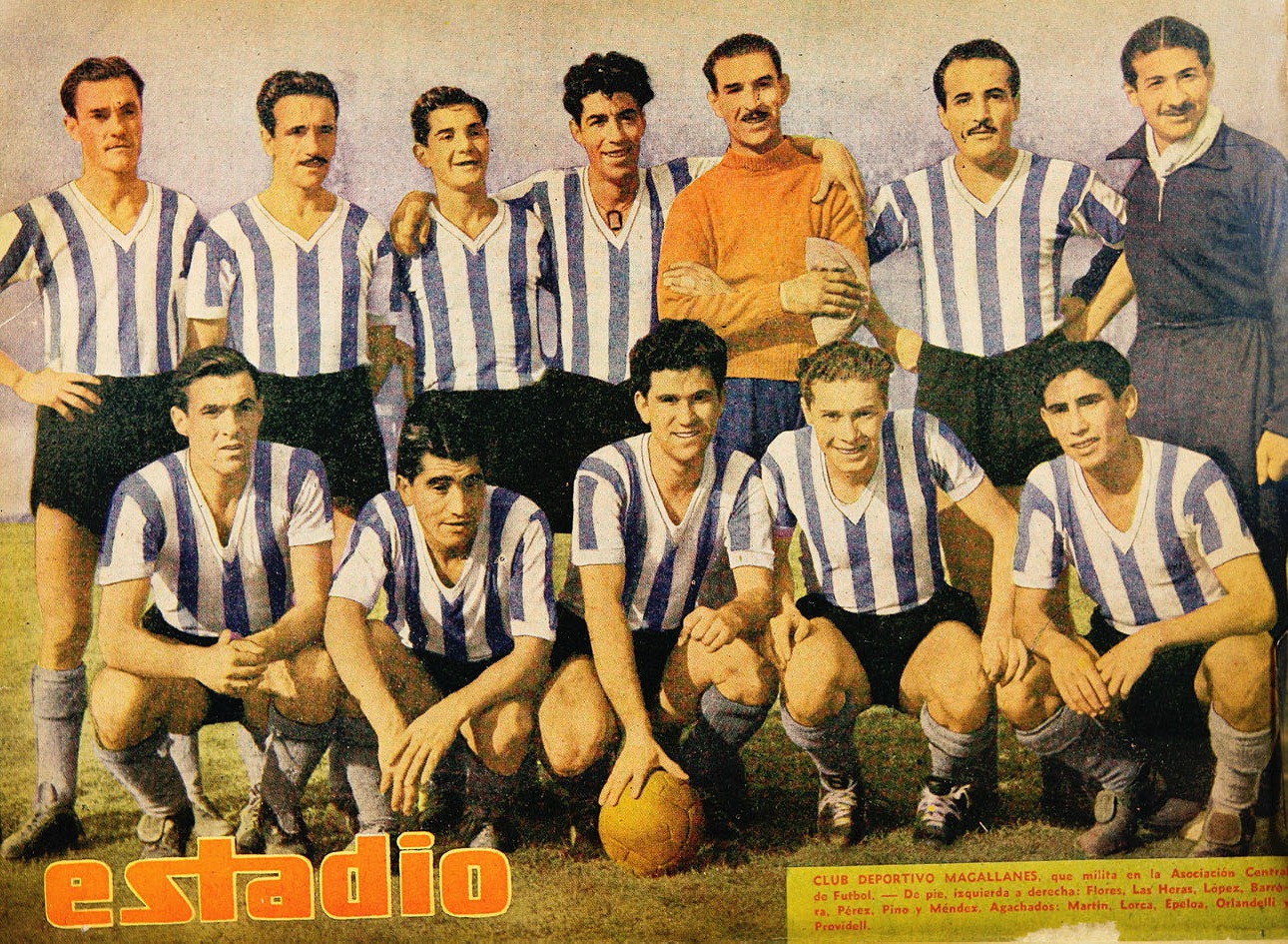
Equipo de Magallanes utilizando el uniforme local de la temporada 1945.

La Indumentaria del Club Deportivo Magallanes es el utilizado por los jugadores de «La Academia» tanto en competencias nacionales como internacionales.
Desde los primeros años el uniforme de Magallanes fue modificado considerablemente, hasta adoptar los colores albicelestes de la actualidad. En un comienzo, en 1897, el uniforme estaba constituido por una camiseta blanquirroja a rayas verticales, pantalón blanco y medias blancas. Seis años más tarde, se cambiaría el uniforme del equipo a camiseta negra con dos franjas verticales celestes y pantalón blanco, siendo el uniforme más efímero de la vida de Magallanes, alcanzando a durar apenas un año. En 1904, nuevamente se modifica el uniforme; esta vez se opta por una camiseta rosada y celeste a rayas verticales, pantalón negro, con una franja rosa y medias negras.
Los tradicionales colores de Magallanes, pantalón negro y franjas verticales blancas y celestes, se conocieron a fines de 1908, cuando un socio envió desde Inglaterra el pedido realizado por la entidad.
En el año 2020 el club lanzó una camiseta alternativa de color rojo, con un diseño que rinde homenaje a las pinturas corporales del pueblo selknam.

## Uniforme titular
| 1897 | 1903-04 | 1904-08 | 1908 | 1923-24 | 1941-43 | 1944 | 1945 | 1946 |

| 1947 | 1948 | 1948-49 | 1950-51 | 1952 | 1953 | 1954 | 1955 | 1956 |

| 1957 | 1958 | 1959-60 | 1963 | 1964 | 1965 | 1965 | 1966 | 1967-68 |

| 1969 | 1971-72 | 1972-73 | 1973 | 1974 | 1975 | 1976 | 1981 | 2011-12 |

| 2013-14 | 2014-15 | 2015-16 | 2016-17 | 2019 | 2020-21 | 2021 | 2023 | 2024 |

## Uniforme alternativo
| 1947 | 1951 | 1966 | 1970 | 2011-12 | 2013-14 | 2014-15 | 2015-16 | 2016-17 |

| 2019 | 2020-21 | 2021 |

## Tercer uniforme
| 2016-17 |

## Indumentaria y patrocinadores
| Período   | Proveedor           |
| --------- | ------------------- |
| 1979-1982 | Vestire Sportiva    |
| 1982      | New Leader          |
| 1985      | Kappa               |
| 1986      | Alvatex             |
| 1987-1989 | Mario Soto          |
| 1990-1994 | Le Coq Sportif      |
| 1995      | Ivo Basay IB Sports |
| 1996      | Diadora             |
| 1997      | JCQ                 |
| 1998      | Avia                |
| 1999      | Le Coq Sportif      |
| 2000-2002 | Umbro               |
| 2003-2004 | JCQ                 |
| 2005-2010 | Brooks              |
| 2011-2012 | Umbro               |
| 2013-2016 | Dalponte            |
| 2016-2017 | KS7                 |
| 2018      | Andrómeda           |
| 2019      | KS7                 |
| 2020-     | Siker               |

| Período   | Patrocinador             |
| --------- | ------------------------ |
| 1976      | Auto Andes               |
| 1979-1982 | Vulco                    |
| 1985      | Kappa                    |
| 1986      | Ñandú                    |
| 1987      | Aybar Hnos               |
| 1988      | Vematex Telas            |
| 1989      | Spirale                  |
| 1995      | Remates y Transportes LM |
| 1996      | Diadora                  |
| 1997-1999 | Ganadera Río Bueno       |
| 2000-2002 | Cristal                  |
| 2002      | Universidad Santo Tomás  |
| 2005-2006 | Cristal                  |
| 2007-2017 | Besalco                  |
| 2020-2021 | Grupo North Chile        |
| 2021      | Intersport               |
| 2022      | Coolbet                  |
| 2023      | Novibet                  |
| 2024      | Betsala                  |